# Thanatus jabalpurensis
Thanatus jabalpurensis là một loài nhện trong họ Philodromidae.
Loài này thuộc chi Thanatus. Thanatus jabalpurensis được Pawan U. Gajbe & Pawan U. Gajbe miêu tả năm 1999.